# Liste der Baudenkmäler in Konzell

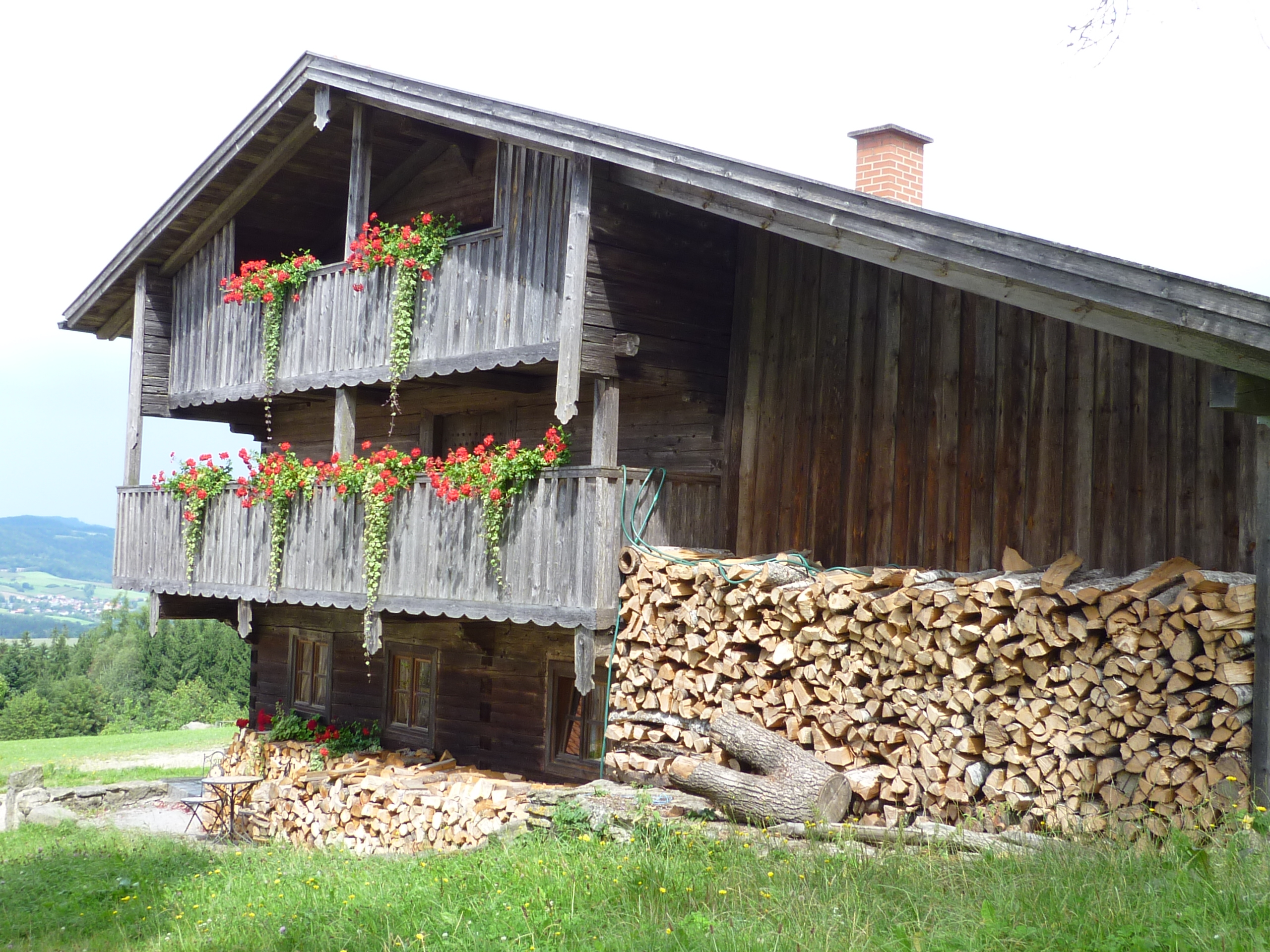
Altes Bauernhaus in Gallner

Auf dieser Seite sind die Baudenkmäler in der niederbayerischen Gemeinde Konzell zusammengestellt. Diese Tabelle ist eine Teilliste der Liste der Baudenkmäler in Bayern. Grundlage ist die Bayerische Denkmalliste, die auf Basis des Bayerischen Denkmalschutzgesetzes vom 1. Oktober 1973 erstmals erstellt wurde und seither durch das Bayerische Landesamt für Denkmalpflege geführt wird. Die folgenden Angaben ersetzen nicht die rechtsverbindliche Auskunft der Denkmalschutzbehörde.

## Baudenkmäler nach Ortsteilen

### Konzell
| Lage                                                          | Objekt                                | Beschreibung | Akten-Nr.    | Bild                                  |
| ------------------------------------------------------------- | ------------------------------------- | --- | ------------ | ------------------------------------- |
| Badergasse 10 (Standort)                                      | Kapelle, sogenannte Schwarzer-Kapelle | Anfang 19. Jahrhundert; mit Ausstattung; am südlichen Ortsrand | D-2-78-143-1 | Kapelle, sogenannte Schwarzer-Kapelle |
| Johann-Dachauer-Straße 6; Johann-Dachauer-Straße 8 (Standort) | Brauerei                              | Biedermeierlicher Bau, errichtet 1842 | D-2-78-143-2 | BW                                    |
| Kirchplatz 1 (Standort)                                       | Katholische Pfarrkirche St. Martin    | 1740 über gotischen Mauerteilen neu erbaut; mit Ausstattung; 1832 erhöht Südlich der Pfarrkirche Seelenkapelle, über spätgotischen Mauerteilen, Anfang 19. Jahrhundert, Inneres stark überformt, mit Ausstattung; Im ehemaligen Friedhof Grabmonument der Familie Müller, Eisenguss in neugotischen Formen, Mitte 19. Jahrhundert | D-2-78-143-3 | weitere Bilder                        |
| Kirchplatz 2 (Standort)                                       | Pfarrhaus                             | Zweigeschossiger Walmdachbau, erbaut 1715 | D-2-78-143-4 | Pfarrhaus                             |
| Sankt-Nepomuk-Straße (Standort)                               | Figur des hl. Johannes von Nepomuk    | Bezeichnet mit 1745 | D-2-78-143-6 | BW                                    |
| Sankt-Nepomuk-Straße 3 (Standort)                             | Wohnhaus                              | Mit Halbwalmdach, bezeichnet mit 1828 | D-2-78-143-5 | BW                                    |

### Artlsöd
| Lage                   | Objekt                    | Beschreibung | Akten-Nr.    | Bild |
| ---------------------- | ------------------------- | --- | ------------ | ---- |
| Artlsöd 2 (Standort)   | Stattliches Wohnstallhaus | Mit Blockbauobergeschoss, um 1820/40                                                                                | D-2-78-143-7 | BW   |
| Artlsöd 6 (Standort)   | Nebenhaus                 | Mit Blockbau-Obergeschoss, 1. Hälfte 19. Jahrhundert, Dach später                                                   | D-2-78-143-8 | BW   |
| Bei Artlsöd (Standort) | Kapelle                   | Modern bezeichnet mit 1679, angeblich 1764 erbaut; mit Ausstattung und Totenbrettern; südlich des Ortes am Waldrand | D-2-78-143-9 | BW   |

### Auggenbach
| Lage                     | Objekt        | Beschreibung | Akten-Nr.     | Bild |
| ------------------------ | ------------- | --- | ------------- | ---- |
| Auggenbach 11 (Standort) | Wohnstallhaus | Mit Blockbau-Obergeschoss und Giebelschrot, 2. Hälfte 18. Jahrhundert Ausnahmshaus und Kasten mit Blockbauoberteil über Bruchsteingeschoss, 2. Hälfte 18. Jahrhundert; zugehörig zu Dreiseithof                   | D-2-78-143-10 | BW   |
| Auggenbach 25 (Standort) | Waldlerhof    | Typische Anlage: Wohnstallhaus, zum Teil überputzter, oben offener Blockbau, 2. Hälfte 18. Jahrhundert Traidkasten, geständerter Blockbau mit zweiseitig umlaufendem Schrot und Flachdach, Anfang 19. Jahrhundert | D-2-78-143-11 | BW   |

### Denkzell
| Lage                                             | Objekt                    | Beschreibung | Akten-Nr.     | Bild                      |
| ------------------------------------------------ | ------------------------- | --- | ------------- | ------------------------- |
| Denkzell 14; Denkzell 15, In Denkzell (Standort) | Stattliches Wohnstallhaus | Mit Blockbau-Obergeschoss, Balusterschroten und geschnitzten Säulen, um 1830/45; Großer, ehemals geständerter Traidkasten mit Stangenschrot, bezeichnet mit 1767; zugehörig zu Dreiseithof | D-2-78-143-13 | Stattliches Wohnstallhaus |
| Denkzell 16 (Standort)                           | Hierzu Traidkasten        | Mit Blockbau-Obergeschoss, gegen Mitte 19. Jahrhundert | D-2-78-143-14 | Hierzu Traidkasten        |
| Denkzell 30 (Standort)                           | Hierzu Traidkasten        | Mit Giebelschrot und bäuerlicher Ornamentmalerei, bezeichnet mit 1826 | D-2-78-143-16 | BW                        |

### Eckstahl
| Lage                  | Objekt      | Beschreibung                                   | Akten-Nr.     | Bild |
| --------------------- | ----------- | ---------------------------------------------- | ------------- | ---- |
| Eckstahl 1 (Standort) | Waldlerhaus | Oberteil Blockwerk, 1. Drittel 19. Jahrhundert | D-2-78-143-17 | BW   |

### Forsting
| Lage                  | Objekt             | Beschreibung                                                                | Akten-Nr.     | Bild               |
| --------------------- | ------------------ | --------------------------------------------------------------------------- | ------------- | ------------------ |
| Forsting 1 (Standort) | Waldlerhaus        | Eineinhalbgeschossig, mit Blockbau-Obergeschoss, 2. Viertel 19. Jahrhundert | D-2-78-143-18 | BW                 |
| Forsting 5 (Standort) | Hierzu Traidkasten | Blockbau auf Bruchsteinuntergeschoss, bezeichnet mit 1806                   | D-2-78-143-19 | Hierzu Traidkasten |

### Gallner
| Lage                 | Objekt                              | Beschreibung | Akten-Nr.     | Bild                                |
| -------------------- | ----------------------------------- | --- | ------------- | ----------------------------------- |
| Gallner 1 (Standort) | Katholische Filialkirche St. Sixtus | Erbaut Ende 15. Jahrhundert, barockisiert, um 1860 (Turmhelm) verändert; mit Ausstattung | D-2-78-143-20 | Katholische Filialkirche St. Sixtus |
| Gallner 2 (Standort) | Bauernhaus                          | Massivbau mit Flachdach, nach Mitte 19. Jahrhundert Bemerkenswertes Nebengebäude, vielleicht ehemaliges Tanzhaus, später Austragshaus, Blockbau mit verschalter, traufseitiger Laube im Obergeschoss, 2. Hälfte 18. Jahrhundert | D-2-78-143-21 | Bauernhaus                          |

### Gossersdorf
| Lage                       | Objekt                               | Beschreibung | Akten-Nr.     | Bild           |
| -------------------------- | ------------------------------------ | --- | ------------- | -------------- |
| Gossersdorf 1 (Standort)   | Ehemaliges Schloss                   | Zweigeschossiger Rechteckbau mit Halbwalmdach und Sockelgeschoss, erbaut 1793 über älterem Kern Ehemalige Schlossbrauerei, 18./19. Jahrhundert, im Kern 17. Jahrhundert Ehemalige Stallungen, 18./19. Jahrhundert Stattlicher Blockbau-Stadel, 18./19. Jahrhundert Mächtiger Stadel mit zwei Tennen, 1. Viertel 19. Jahrhundert Unter den Ökonomiegebäuden tonnengewölbte Keller, 17./18. Jahrhundert Teile der ehemaligen Ringmauer, mit spitzbogiger Pforte an der Südwestseite des Hofes, 16. Jahrhundert | D-2-78-143-22 | weitere Bilder |
| Gossersdorf 6 (Standort)   | Katholische Filialkirche St. Stephan | Trapezförmige Anlage von 1660; mit Ausstattung | D-2-78-143-23 | weitere Bilder |
| Gossersdorf 8 (Standort)   | Bauernhaus                           | Mit Blockbau-Obergeschoss und Giebelschrot, 1. Viertel 19. Jahrhundert | D-2-78-143-24 | Bauernhaus     |
| Gossersdorf 9 (Standort)   | Waldlerhaus                          | Mit erneuerter Giebellaube, 2. Hälfte 18. Jahrhundert | D-2-78-143-25 | Waldlerhaus    |
| Gossersdorf 45 (Standort)  | Typisches Waldlerhaus                | Mit verschaltem Giebelschrot, angeblich bezeichnet mit 1796 Gemauerter Erdkeller, 19. Jahrhundert | D-2-78-143-27 | BW             |
| Gossersdorf 100 (Standort) | Waldlerhaus                          | Offener Blockbau mit verbrettertem Giebel, 2. Hälfte 18. Jahrhundert | D-2-78-143-28 | Waldlerhaus    |

### Großhöfling
| Lage                     | Objekt             | Beschreibung                                                                                                 | Akten-Nr.     | Bild               |
| ------------------------ | ------------------ | --- | ------------- | ------------------ |
| Großhöfling 2 (Standort) | Hierzu Traidkasten | Mit Schrot, Obergeschoss-Blockbau mit bemalten und geschnitzten Pfosten, bezeichnet mit 1815                 | D-2-78-143-29 | Hierzu Traidkasten |
| Großhöfling 3 (Standort) | Kleiner Hof        | Mit Giebelschrot und mittelsteilem Dach, Mitte 19. Jahrhundert Kapelle, bezeichnet mit 1862; mit Ausstattung | D-2-78-143-30 | BW                 |

### Haid
| Lage                     | Objekt                  | Beschreibung                                                        | Akten-Nr.     | Bild                    |
| ------------------------ | ----------------------- | ------------------------------------------------------------------- | ------------- | ----------------------- |
| Haus Nummer 1 (Standort) | Eingelassener Grabstein | Am Wohnhaus eingelassener Grabstein, bezeichnet mit 1696, Kalkstein | D-2-78-143-31 | Eingelassener Grabstein |

### Hintergrub
| Lage                    | Objekt      | Beschreibung | Akten-Nr.     | Bild |
| ----------------------- | ----------- | --- | ------------- | ---- |
| Hintergrub 1 (Standort) | Traidkasten | Hierzu bemerkenswerter Blockbau-Traidkasten mit Halbwalm, über massivem Unterbau, Blockwände verschindelt, 1. Drittel 19. Jahrhundert | D-2-78-143-32 | BW   |
| Hintergrub 5 (Standort) | Traidkasten | Hierzu Blockbau-Traidkasten mit Flachdach über massivem Erdgeschoss und Giebelschrot, 1. Drittel 19. Jahrhundert                      | D-2-78-143-33 | BW   |

### Hochfeld
| Lage                  | Objekt     | Beschreibung                           | Akten-Nr.     | Bild |
| --------------------- | ---------- | -------------------------------------- | ------------- | ---- |
| Hochfeld 2 (Standort) | Bauernhaus | In Blockbau, 1. Hälfte 19. Jahrhundert | D-2-78-143-34 | BW   |

### Hofen
| Lage                              | Objekt      | Beschreibung                            | Akten-Nr.     | Bild           |
| --------------------------------- | ----------- | --------------------------------------- | ------------- | -------------- |
| Nordwestlich von Hofen (Standort) | Feldkapelle | Kapellenbau aus dem 19./20. Jahrhundert | D-2-78-143-36 | weitere Bilder |

### Höllhof
| Lage                 | Objekt           | Beschreibung | Akten-Nr.     | Bild |
| -------------------- | ---------------- | --- | ------------- | ---- |
| Höllhof 1 (Standort) | Zwei Traidkästen | Hierzu zwei Traidkästen, massiv, die Giebel in Blockbau, 18. Jahrhundert, Sowie Blockbauteil eines Stadels, 19. Jahrhundert | D-2-78-143-35 | BW   |

### Ichendorf
| Lage                    | Objekt      | Beschreibung                                                  | Akten-Nr.     | Bild |
| ----------------------- | ----------- | ------------------------------------------------------------- | ------------- | ---- |
| Ichendorf 12 (Standort) | Traidkasten | Hierzu Traidkasten mit Flachdach, gegen Mitte 19. Jahrhundert | D-2-78-143-37 | BW   |

### Kasparzell
| Lage                    | Objekt   | Beschreibung                                    | Akten-Nr.     | Bild |
| ----------------------- | -------- | ----------------------------------------------- | ------------- | ---- |
| Kasparzell 3 (Standort) | Hakenhof | Obergeschossblockbau, 1. Hälfte 19. Jahrhundert | D-2-78-143-38 | BW   |

### Kleinhöfling
| Lage                         | Objekt        | Beschreibung | Akten-Nr.     | Bild          |
| ---------------------------- | ------------- | --- | ------------- | ------------- |
| Kleinhöfling 1, 2 (Standort) | Wohnstallhaus | Stattliches Wohnstallhaus mit Blockbau-Obergeschoss und Giebelschrot, bezeichnet mit 1843 Ausnahmshaus, kleiner erdgeschossiger Blockbau, 18./19. Jahrhundert | D-2-78-143-39 | Wohnstallhaus |

### Kleinwieden
| Lage                     | Objekt      | Beschreibung                                                                           | Akten-Nr.     | Bild |
| ------------------------ | ----------- | -------------------------------------------------------------------------------------- | ------------- | ---- |
| Kleinwieden 3 (Standort) | Traidkasten | Zugehöriger Blockbau-Traidkasten auf massivem Untergeschoss, 2. Hälfte 18. Jahrhundert | D-2-78-143-40 | BW   |

### Kölburg
| Lage                     | Objekt                  | Beschreibung                           | Akten-Nr.     | Bild |
| ------------------------ | ----------------------- | -------------------------------------- | ------------- | ---- |
| Haus Nummer 1 (Standort) | Hausfigur, Muttergottes | 1. Hälfte 15. Jahrhundert; am Wohnhaus | D-2-78-143-41 | BW   |

### Konzell-Süd
| Lage                     | Objekt                         | Beschreibung | Akten-Nr.     | Bild           |
| ------------------------ | ------------------------------ | --- | ------------- | -------------- |
| Konzell-Süd 4 (Standort) | Ehemaliger Bahnhof Konzell-Süd | Empfangsgebäude, zweigeschossiger Sichtziegelbau mit Schopfwalmdach und holzverschalten Giebeln Güterhalle, eingeschossiger Sichtziegelbau mit Satteldach Nebengebäude mit Toilette, Holzlege und Waschküche, eingeschossiger Sichtziegelbau mit Walmdach; um 1896 (Bestandteil der 1895/96 eröffneten Nebenbahn Straubing–Konzell) | D-2-78-143-56 | weitere Bilder |

### Kreut
| Lage               | Objekt     | Beschreibung | Akten-Nr.     | Bild       |
| ------------------ | ---------- | --- | ------------- | ---------- |
| Kreut 5 (Standort) | Waldlerhof | Typische Anlage: Wohnstallhaus mit Holzblockobergeschoss, bezeichnet mit 1842. denkmalschutzgerechte Renovierung in 2006 gewürdigt mit der Denkmalschutz Medaille. Zugehöriges Nebengebäude mit Lagerkeller und Remise, wohl gleichzeitig | D-2-78-143-55 | Waldlerhof |

### Pöslasberg
| Lage                    | Objekt      | Beschreibung                                                                         | Akten-Nr.     | Bild    |
| ----------------------- | ----------- | ------------------------------------------------------------------------------------ | ------------- | ------- |
| Pöslasberg (Standort)   | Kapelle     | Kapellenbau aus dem 18./frühen 19. Jahrhundert; mit Ausstattung; südlich des Weilers | D-2-78-143-43 | Kapelle |
| Pöslasberg 2 (Standort) | Traidkasten | Hierzu Traidkasten in Blockbau auf massivem Untergeschoss, 18./19. Jahrhundert       | D-2-78-143-42 | BW      |

### Punzendorf
| Lage                                  | Objekt      | Beschreibung                                                                           | Akten-Nr.     | Bild        |
| ------------------------------------- | ----------- | -------------------------------------------------------------------------------------- | ------------- | ----------- |
| Punzendorf 4 (Standort)               | Einfirsthof | Zum Teil zweigeschossiger Blockbau, teilweise verschindelt, 1. Drittel 19. Jahrhundert | D-2-78-143-44 | Einfirsthof |
| An der Straße nach Konzell (Standort) | Granitkreuz | Mitte 16. Jahrhundert; an der Straße nach Konzell                                      | D-2-78-143-46 | BW          |

### Rettenbach
| Lage                                  | Objekt        | Beschreibung                                                                                    | Akten-Nr.     | Bild |
| ------------------------------------- | ------------- | ----------------------------------------------------------------------------------------------- | ------------- | ---- |
| Rettenbach 5; Rettenbach 6 (Standort) | Wohnstallhaus | Obergeschoss in Blockbau mit Giebel- und Traufschrot, 1. Drittel 19. Jahrhundert, Dach erneuert | D-2-78-143-47 | BW   |

### Sicklasberg
| Lage                               | Objekt                            | Beschreibung                                                          | Akten-Nr.     | Bild |
| ---------------------------------- | --------------------------------- | --------------------------------------------------------------------- | ------------- | ---- |
| Sicklasberg 3 (Standort)           | Wohnstallhaus                     | Mit Blockbau-Obergeschoss, 1. Hälfte 19. Jahrhundert, Dach später     | D-2-78-143-48 | BW   |
| Sicklasberg 8 (Standort)           | Wohnstallhaus eines Dreiseithofes | Mit Blockbau-Obergeschoss, 1. Drittel 19. Jahrhundert, Dach später    | D-2-78-143-49 | BW   |
| Sicklasberg 9 (Standort)           | Kleinbauernhaus                   | Blockbau mit Kniestock und Flachdach, Ende 18./Anfang 19. Jahrhundert | D-2-78-143-53 | BW   |
| Südwestlich des Weilers (Standort) | Feldkapelle                       | 18. Jahrhundert; mit Ausstattung                                      | D-2-78-143-50 | BW   |

### Waldmenach
| Lage                                   | Objekt     | Beschreibung                       | Akten-Nr.     | Bild |
| -------------------------------------- | ---------- | ---------------------------------- | ------------- | ---- |
| An der Straße nach Pirkmühl (Standort) | Steinkreuz | Sühnezeichen, wohl 17. Jahrhundert | D-2-78-143-51 | BW   |

## Ehemalige Ensembles

### Ensemble Weiler Gallner

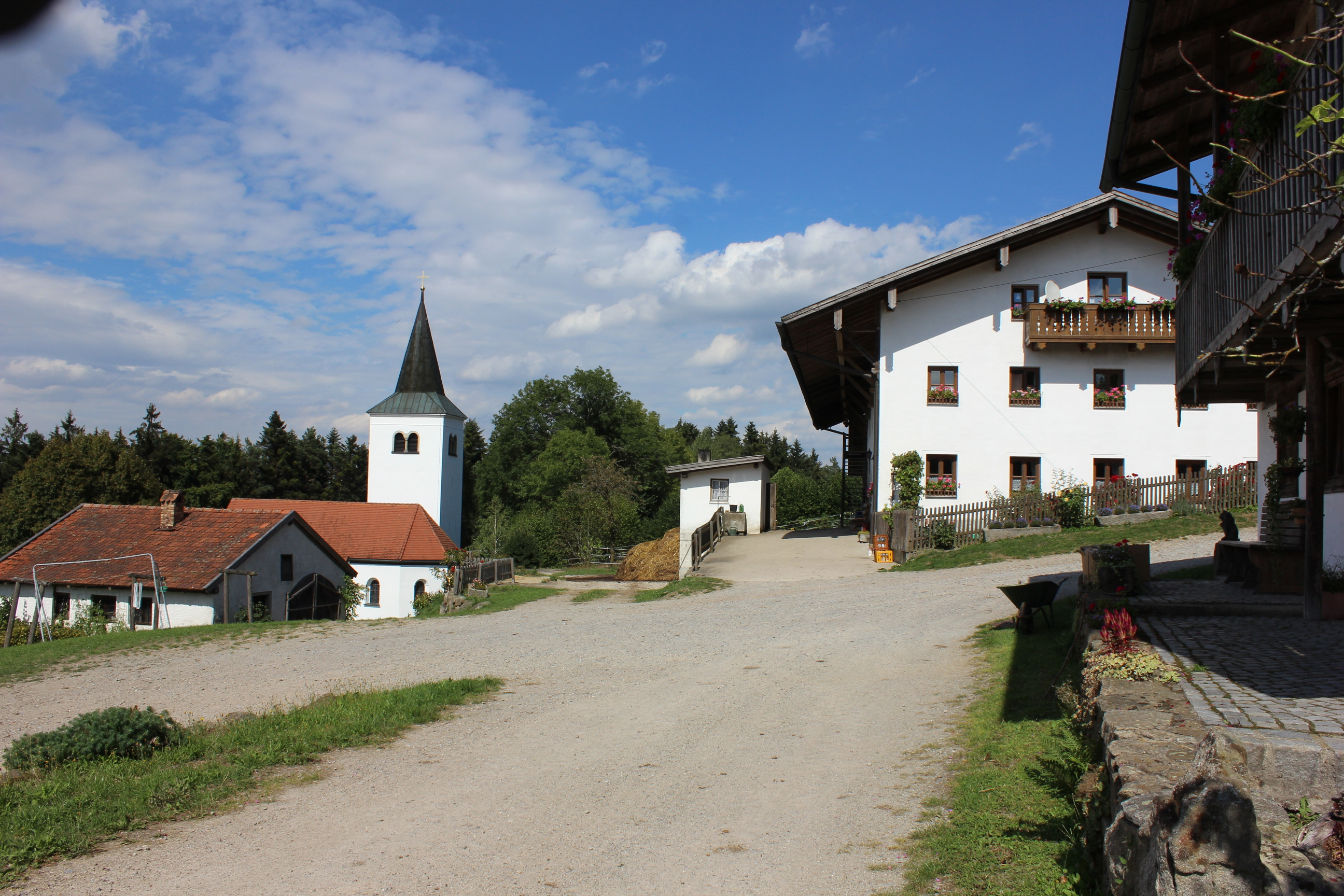

Die spätgotische kleine Kirche, westlich unter den Kuppen des Gallnerberges in Bauerngärten gelegen, schließt sich mit dem oberhalb gelegenen Bauernhof mit seinem Wohnbau, einem Blockbau des 18. Jahrhunderts und Nebengebäuden, zu einem Ensemble von malerischer Wirkung zusammen.
Aktennummer: E-2-78-143-1